# Cooked on Phonics
Cooked on Phonics ist ein Studioalbum, das der kanadische Rockmusiker Devin Townsend unter dem Namen Punky Brüster veröffentlichte. Es wurde zunächst 1995 nur in Japan veröffentlicht und erschien im März 1996 in Nordamerika.

## Hintergrund
Das Konzeptalbum ist eine Parodie auf die Anfang der 1990er aufkommende Pop-Punk-Bewegung. Es handelt von einer polnischen Death-Metal-Band mit dem Namen „Cryptic Coroner“. Die erfolglose Band ändert ihren Stil in Pop-Punk, wird von einem Majorlabel unter Vertrag genommen und gewinnt einen „Granny Award“. Die Aufnahmen zu dem Album fanden im Red Stripe Studio etwa zur gleichen Zeit wie die Aufnahmen zum Debütalbum von Townsends Projekt Strapping Young Lad statt, der Endmix erfolgte in den Mushroom Studios in Vancouver. Als Sessionmusiker waren Musiker von Strapping Young Lad beteiligt, unter anderen Schlagzeuger Adrian White.

## Inhalt
Zwischen den einzelnen Liedern sind hörspielartige Passagen eingefügt, welche die Geschichte der Band „Cryptic Coroner“ erzählen. Diese beginnt mit einem Auftritt im fiktiven Punk-Club „Malone's“. Während des Auftritts reißt dem Gitarristen eine Saite, sodass er die für den Death Metal typischen tiefen Töne nicht mehr spielen kann. Daraufhin improvisiert die Band ein Punk-Stück. Da der Auftritt zufällig vom Lokalradio übertragen wird, wird das Lied zum Hit. Die Band benennt sich in Punky Brüster um, wird zu einer kommerziell erfolgreichen Punkband und gewinn schließlich einen Granny Award. Die Story endet damit, dass während des Auftritts zur Preisverleihung die musikalischen Wurzeln der Musiker im Death Metal die Punkelemente verdrängen.

## Titelliste
1. Recipe For Bait – 7:26
2. Fake Punk – 2:21
3. Ez$$ – 4:13
4. Metal Dilemma – 3:32
5. Oats Peas Beans & Barley – 1:49
6. Wallet Chain – 3:25
7. Heinous Anus – 1:43
8. Heavy Metal Mama – 4:47
9. Crusty's At The Ivanhoe – 6:23
10. Picture Of Myself / The Girls Next Door / Larry's O – 19:52
11. Metal Heads Are Punk Rockers – 3:06

Das zehnte Stück Picture Of Myself / The Girls Next Door / Larry's O wurde in der 1996er Auflage aufgrund eines Herstellungsfehlers als Titel Nummer 10 bis 12 geführt.

## Rezeption
Michael Rensen vom Musikmagazin Rock Hard bezeichnete das Album als „schräge Rock-Oper“. Tobias Wagner vom Onlinemagazin earshot.at sieht musikalische Parallelen zur deutschen Fun-Metal-Band J.B.O. Stilistisch orientiere sich die Musik der einzelnen Titel an der Geschichte und seien weitestgehend dem Punkrock zuzuordnen, obwohl in Liedern wie Crusty’s At The Ivanhoe auch Einflüsse aus dem Metalcore zu hören seien.